# Le Bateau d'Émile (film)
Pour les articles homonymes, voir Le Bateau d'Émile (homonymie).
Pour plus de détails, voir Fiche technique et Distribution.
Le Bateau d'Émile (également connu sous le titre Le Homard flambé) est un film franco-italien de Denys de La Patellière, adapté de la nouvelle homonyme de Georges Simenon et sorti en 1962.

## Synopsis
Charles-Edmond, l'aîné des frères Larmentiel, décide de revenir à La Rochelle, sa ville natale pour y mourir. Quarante ans plus tôt, il en avait été chassé par son père. Avant de trépasser, le vieil original annonce qu'il a un fils caché, Émile, marin-pêcheur auquel il souhaite léguer ses biens. François, le frère cadet, que Charles-Edmond déteste, lorgne sur l'héritage pour renflouer la puissante entreprise familiale, véritable trust de la pêche, et va tenter de s'approprier l'affection et les biens de cet héritier inopportun. Émile, quant à lui, est trop occupé à se disputer avec Fernande, chanteuse de beuglant, pour se douter de ce qui l'attend...

## Fiche technique
- Titre : Le Bateau d'Émile ; Le Homard flambé (titre alternatif)
- Titre italien : Letto, fortuna e femmine
- Réalisation : Denys de La Patellière
- Scénario : Denys de La Patellière, Albert Valentin, Michel Audiard d'après la nouvelle de Georges Simenon, Le Bateau d'Émile (1945)
- Dialogues : Michel Audiard
- Décors : Maurice Colasson
- Photographie : Robert Juillard
- Cadreur : Daniel Diot
- Son : Raymond Gauguier
- Montage : Jacqueline Thiedot
- Maquilleur : Marcel Bordenave
- Scripte : Colette Crochot
- Régisseur : Eric Geiger
- Photographe de plateau : Marcel Dole
- Musique : Jean Prodromidès
  - Chanson : Notre amour nous ressemble (paroles de Jacques Plante, musique de Charles Aznavour, interprète Annie Girardot)
- Production : Georges Lourau, Jean-Paul Guibert, Franco Cristaldi
- Sociétés de production : Filmsonor, Intermondia Films (Paris), Vides Cinematografica (Rome)
- Exportation / Vente internationale : TF1 Studio (ex-TF1 International)
- Sociétés de distribution : Cinédis
- Genre : Comédie dramatique
- Format : Noir et blanc - 35mm - 2,35:1 - son mono
- Durée : 98 minutes
- Dates de sortie : France : 3 mars 1962
- Numéro de visa : 25001
- Visa délivré le : 27.02.1962
- Affiches : René Ferracci (France), Giuliano Nistri (Italie)

## Distribution
- Lino Ventura : Émile Bouet
- Annie Girardot : Fernande Malanpin
- Michel Simon : Charles-Edmond Larmentiel
- Pierre Brasseur : François Larmentiel
- Édith Scob : Claude Larmentiel
- Jacques Monod : Maître Lamazure
- Joëlle Bernard : Camille, la patronne du bistrot
- Roger Dutoit : le patron du bistrot
- Roger Pelletier : Simon Mougin
- Etienne Bierry : Marcelin
- André Certes : Lucien Beauvoisin
- Jean Solar : Albert Vicart
- Marcel Bernier : Plevedic
- Maurice Derville : Léon
- Dominique Davray : la patronne du Mistigris
- Éric Vasberg : l'homme qui arrose Émile au cabaret
- André Dalibert : le gendarme
- Jacques Hilling : le vendeur de tourne-disques
- Colette Teissèdre : la religieuse
- Jean-Louis Tristan : le maître d'hôtel
- Guy Humbert : l'agent
- Pierre Vielhescaze : le marchand de radio
- Yves Gabrielli : l'employé d'Air France
- Jean Gaven : un pêcheur
- Marc Arian : un consommateur au béret
- Philippe Desboeuf	: le médecin
- Maurice Magalon : un serveur
- Henri Rondel : un agent
- Guy Henry : ?

## Édition
Le film est sorti en VHS en 1997 (Gaumont Columbia Tristar) puis en 2005 en DVD dans la collection Les Films du collectionneur de l'éditeur LCJ. Plus récemment, le film a fait l'objet d'une restauration et d'une édition à tirage limité en Blu-ray par la société Coin de Mire.

## Production

### Lieux de tournage
- Charente-Maritime : La Rochelle
- Alpes-Maritimes : studios de la Victorine à Nice
- Paris : studios Éclair, aéroport de Paris-Orly